# Debet (účetnictví)
Debet v účetnictví znamená Má dát (dluh) a v účetnictví představuje levou stranu účtu. Jeho opakem je dal, které v účetnictví představuje pravou stranu účtu.

## Levá strana
Levou stranou účtu se v podvojném účetnictví rozumí:
- při účtech aktiv ta strana, na kterou se účtuje počáteční stav a přírůstky aktiv,
- při účtech pasiv ta strana, na kterou se účtují úbytky pasiv,
- při konečném rozvahovém účtu ta strana, na kterou se účtuje konečný stav aktiv,
- při účtech nákladů ta strana, na kterou se účtují vzniklé náklady,
- při účtech výnosů ta strana, na kterou se účtuje snížení výnosů,
- při výsledovce ta strana, na kterou se účtují náklady.[3][4]

## Jiné názvy
Názvy levé strany účtu jsou má dát, strana „má dát“ (zkratka MD nebo Md), debet, debetní strana, dlužnická strana, historicky i: (strana) vzal. Zaúčtování na levé straně účtu se označuje také jako (při)psání/(za)účtování/zápis na vrub účtu (resp. starší ... na vrub účtu a historicky i ... k tíži účtu), debitování účtu (resp. méně vhodně vyúčtování účtu) nebo zatížení/zatěžování účtu (resp. historicky obtížení účtu); starší ekvivalent vrubopis se dnes již používá jen v jistých specifických významech.

## Původ názvů
Výraz „má dát“ vznikl jako překlad středověkého latinského označení levé strany účtu používaného v Itálii, které znělo debet dare (později zkráceně „debet“), což znamená doslova „má dát“, „je povinen dát“. Toto označení se původně používalo pouze v souvislosti s osobními účty pro označení té strany osobního účtu, kde se zapisovaly pohledávky účtujícího podnikatele (tedy, že zákazník podnikateli „má dát“ peníze), tj. levé strany osobního účtu. Dnes už je výraz „má dát“ či „debet“ čistě tradiční a nemá žádný obsahový význam.

## Přehled
Přehled synonym používaných v souvislosti s účtováním na účet:
| Má dát                              | Dal                              |
| ----------------------------------- | -------------------------------- |
| účt. zápisy na levé straně          | účt. zápisy na pravé straně      |
| účt. zápisy na straně „má dát“ / MD | účt. zápisy na straně „dal“/D    |
| účt. zápisy na dlužnické straně     | účt. zápisy na věřitelské straně |
| účt. zápisy na debetní straně       | účt. zápisy na kreditní straně   |
| účt. zápisy na straně inkasu        | účt. zápisy na straně kredit     |
| účt. zápisy na vrub účtu            | účt. zápisy k dobru účtu         |
| účt. zápisy na vrub účtu            | účt. zápisy ve prospěch účtu     |
| debitování/zatížení účtu            | kreditování účtu                 |